# Hincovce
Hincovce (allemand : Hinzendorf in der Zips) est un village de Slovaquie situé dans la région de Košice.

## Histoire
Première mention écrite du village en 1320.

## Démographie

### Évolution de la population
| Année:               | 1994. | 2004.   | 2014.   | 2024.    |
| -------------------- | ----- | ------- | ------- | -------- |
| Nombre de personnes: | 207   | 207     | 223     | 266      |
| Différence:          |       | +1,42 % | +7,72 % | +19,28 % |

| Année:               | 2023. | 2024.   |
| -------------------- | ----- | ------- |
| Nombre de personnes: | 267   | 266     |
| Différence:          |       | -0,37 % |